# زبان فارسی در تاجیکستان
تاجیکستان کشوری فارسی‌زبان است که مردم آن به گویش فارسی تاجیکی سخن می‌گویند. اکنون در این کشور از خط سیریلیک برای نگارش زبان فارسی استفاده می‌کنند، درحالی‌که دیگر کشورهای فارسی‌زبان یعنی ایران و افغانستان از خط فارسی استفاده می‌کنند که بیش از هزار سال است برای نگارش زبان فارسی استفاده می‌شود. این در حالی است که خط سیریلیک (یا لاتین) تناسب بهتری با زبان فارسی ندارد و فقط به هدف ساده سازیِ خواندن و نگارش و افزایش سواد برای مردم تاجیکستان مورد استفاده قرار گرفت.

## تغییر خط از فارسی به لاتین
از سال ۱۳۰۲ خورشیدی تلاش‌ها برای تغییر خط در جمهوری سوسیالیستی تاجیکستان توسط شوروی آغاز شد و نهایتاً در فروردین ۱۳۰۷ (آوریل ۱۹۲۸ میلادی) خط استانداردشدهٔ لاتین برای زبان‌های ترکی در تاجیکستان خط رسمی شد، درحالی‌که فارسی شاخه‌ای از زبان‌های ترکی نیست. این تغییر خطِ اجباری به بهانهٔ ضعیف و مشکل بودن خط عربی و تلاش در جهت ارتقای سوادآموزی انجام شد (با این استدلال که الفبای لاتین یا سیرلیک توان بیشتری برای نمایش در کلمات دارند).

## تغییر خط از لاتین به روسی
در حدود سال ۱۳۱۹ خورشیدی و هنگام جنگ جهانی دوم، سران شوروی تصمیم به تغییر خط کشورهای تحت‌سلطهٔ خود ــ ازجمله تاجیکستان ــ از خط لاتین به خط سیریلیک یا روسی گرفتند و در تاجیکستان هم خط سیریلیک جایگزین خط لاتین شد.
محمدجان شکوری، ادیب تاجیکستانی و عضو فرهنگستان زبان و ادب فارسی ایران، دربارهٔ تغییر خط از فارسی به لاتین و سیریلیک می‌گوید: «در شوروی خلق‌هایی بودند که خطشان را از عربی برگرداندند. خلق‌هایی که آثار تاریخیِ زیادی نداشتند، با شادمانی تمام، تغییر خط را پذیرفتند. لیکن خلق‌های دیگر، مثل تاجیکان، که تاریخ طولانی داشتند و آثار ادبی و علمی و تاریخی داشتند بر اثر تغییر خط از همهٔ آن‌ها محروم شدند.

یک مقصد تغییر خط، که با یک فرمان عملی شد، همین بود که این خلق‌ها از گذشتهٔ خود جدا شوند. یک نیست‌انگاری تاریخی و فرهنگی به‌وجود آمد. به گذشته، گذشتهٔ لعنتی می‌گفتند. تاریخ بشریت [در این دیدگاه] از دورهٔ سوسیالیسم شروع می‌شد. این‌طور عقیده پیدا شده‌بود که چیزی که تا این وقت بود تاریخ نیست.

مقصود همین بود که ما از اصل خود دور شویم و دیگر از گذشته یاد نکنیم. به همین دلیل، زبان ما این‌قدر آسیب دید. می‌گفتند که زبان فارسی، زبان اعیان و اشراف بود، زبان فئودالی بود، زبان تصوف و عرفان بود، به خلق خدمت نمی‌کرد، زبان کوچه‌وبازار است، از وی دست می‌باید کشید.

تغییر خط هم مقصدش همین بود. در همان دههٔ بیست و سی [میلادی] می‌گفتند میرزا فتحعلی آخوندزاده و سعید نفیسی طرفدار این هستند که خط فارسی در ایران به لاتین تبدیل شود. اگر امروز نه، فردا خط ایران لاتینی می‌شود. زود باشید که ما از ایران دیر نمانیم!

یک سبب همین بود که می‌گفتند یادگرفتن خط فارسی دشوار است، ولی لاتین و خط آوایی خیلی آسان است. لیکن اکنون من می‌بینم در دنیا خطی نیست که دشواری نداشته‌باشد. با دشواری‌هایی که خط انگلیسی دارد، زمین می‌گوید و آسمان می‌نویسد؛ تمام دنیا را گرفته‌است. فرانسوی چه دشواری‌هایی که ندارد. دشواری‌های خط فارسی پیشِ آن‌ها هیچ است.»

## تلاش برای بازگشت به خط فارسی
پس از فروپاشی شوروی و استقلال تاجیکستان در سال ۱۳۷۰ خورشیدی (۱۹۹۱ میلادی)، مردم و دولت تاجیکستان تصمیم به بازگشت به خط نیاکان (فارسی) گرفتند، اما این موضوعِ مهم و چالش‌برانگیز تاکنون در این کشور انجام نشده‌است.
نتیجهٔ تغییر خط در تاجیکستان این شد که تاجیکان نسبت به همزبانان ایرانی و افغانستانی تا حدودی بیگانه شوند و ارتباطات درخوری میان آنان صورت نگیرد.
درخواست‌های بسیاری برای تغییر خط از سیریلیک به فارسی در تاجیکستان وجود دارد، اما مقامات این کشور نیازی به این کار نمی‌بینند و تغییر خط را در شرایط کنونی به نفع کشور نمی‌دانند.
هم‌اکنون هیچ نشریه‌ای در تاجیکستان به خط فارسی وجود ندارد و شمار کمی از تاجیکان با این خط آشنا هستند. به عقیدهٔ کارشناسان فرهنگیِ تاجیک، گسترش آموزش خط فارسی در تاجیکستان به‌معنای احیای خط نیاکان و دسترسی مردم این کشور به دریایی از منابع فارسی است که در کتابخانه‌ها و پایگاه‌های اطلاع‌رسانی کشورهای فارسی‌زبان، به‌ویژه ایران، وجود دارد.
بسیاری از شخصیت‌های فرهنگی و ادبیِ تاجیک، خط و الفبای سیریلیک روسی را، که زبان فارسی تاجیکی هم‌اکنون به آن نوشته می‌شود، خطی تحمیلی بر ملت خود می‌شمارند و آن را سبب وابستگی بیشتر تاجیکستان به روسیه قلمداد می‌کنند. آن‌ها می‌گویند خط سیریلیک مانع رشد زبان شده‌است.
چاپ نوشته‌هایی به خط فارسی، اما به‌صورت غیرمعیار و بعضاً با اشکالات املایی چشمگیر در تاجیکستان، این واقعیت را یادآوری می‌کند که پژوهشگران و صاحب‌نظران حوزه‌های علمی، به‌ویژه حوزه‌های فرهنگی-ادبی در تاجیکستان، برای برقراری ارتباطی دوسویه با دیگر کشورهای فارسی‌زبان، ناگزیر به برگرداندن یافته‌های خود به خط فارسی هستند.

## واگرایی تاجیکستان از زبان فارسی
استفاده از خط سیریلیک موجب شده‌است که مردم تاجیکستان نتوانند با کشورهای فارسی‌زبانِ دیگر ارتباط برقرار کنند و به‌نوعی فارسی تاجیکی از فارسی ایران و افغانستان بیشتر فاصله بگیرد و به زبان روسی نزدیک شود. همین موضوع باعث شده‌است که زبان روسی در تاجیکستان زبان علمی و رسمی باشد و در دانشگاه‌های این کشور برای تدریس علوم مختلف از زبان روسی استفاده شود و فارسی فقط برای محاوره و شعر و ادبیات معرفی شود.